# Mistrzostwa Świata w Półmaratonie 2009
16. Mistrzostwa Świata w Półmaratonie – zawody lekkoatletyczne, które odbyły się 11 października 2009 w Birmingham. Organizację imprezy powierzono miastu podczas spotkania IAAF w kwietniu 2008 roku.

## Rezultaty

### Mężczyźni

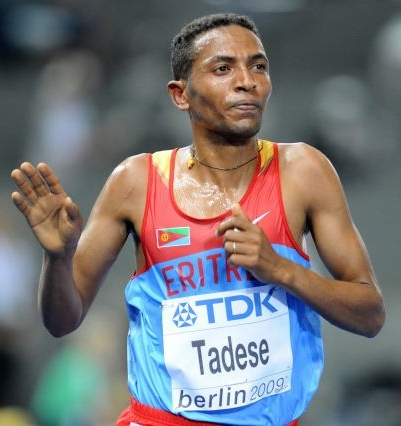
Zerenay Tadesse – mistrz świata

#### Indywidualnie
| Pozycja | Zawodnik                 | Reprezentacja     | Czas    |    |
| ------- | ------------------------ | ----------------- | ------- | -- |
|         | Zersenay Tadese          | Erytrea           | 59:35   | CR |
|         | Bernard Kipyego          | Kenia             | 59:59   |    |
|         | Dathan Ritzenhein        | Stany Zjednoczone | 1:00:00 | PB |
| 4       | Wilson Kipsang Kiprotich | Kenia             | 1:00:08 |    |
| 5       | Samuel Tsegay            | Erytrea           | 1:00:17 | PB |
| 6       | Wilson Kwambai Chebet    | Kenia             | 1:00:59 |    |
| 7       | Kiplimo Kimutai          | Kenia             | 1:01:31 | SB |
| 8       | Stephen Mokoka           | Południowa Afryka | 1:01:36 |    |

#### Drużynowo
| Pozycja | Zawodnik | Reprezentacja                                                  | Czas    |
| ------- | -------- | -------------------------------------------------------------- | ------- |
|         | Kenia    | Bernard Kipyego Wilson Kipsang Kiprotich Wilson Kwambai Chebet | 3:01:06 |
|         | Erytrea  | Zersenay Tadese Samuel Tsegay Adhanom Abraha                   | 3:02:39 |
|         | Etiopia  | Tilahun Regassa Dereje Tesfaye Abebe Negewo                    | 3:06:42 |

### Kobiety

#### Indywidualnie
| Pozycja | Zawodnik                 | Reprezentacja | Czas    |    |
| ------- | ------------------------ | ------------- | ------- | -- |
|         | Mary Jepkosgei Keitany   | Kenia         | 1:06:36 | CR |
|         | Philes Ongori            | Kenia         | 1:07:38 | PB |
|         | Aberu Kebede             | Etiopia       | 1:07:39 | PB |
| 4       | Caroline Cheptanui Kilel | Kenia         | 1:08:16 | PB |
| 5       | Mestawet Tufa            | Etiopia       | 1:09:11 | PB |
| 6       | Tirfi Tsegaye            | Etiopia       | 1:09:24 | PB |
| 7       | Kimberley Smith          | Nowa Zelandia | 1:09:35 | NR |
| 8       | Filomena Cheyech         | Kenia         | 1:09:44 |    |

#### Drużynowo
| Pozycja | Zawodnik | Reprezentacja                                       | Czas    |    |
| ------- | -------- | --------------------------------------------------- | ------- | -- |
|         | Kenia    | Mary Keitany Philes Ongori Caroline Cheptanui Kilel | 3:22:30 | CR |
|         | Etiopia  | Aberu Kebede Mestawet Tufa Tirfi Tsegaye            | 3:26:14 |    |
|         | Rosja    | Inga Abitova Silvia Skvortsova Elza Kireeva         | 3:31:23 |    |

## Rekordy
Podczas zawodów ustanowiono 4 krajowe rekordy w kategorii seniorów (wszystkie w biegu kobiet):
| Zawodnik        | Reprezentacja | Rezultat |
| --------------- | ------------- | -------- |
| Mary Keitany    | Kenia         | 1:06:36  |
| Kimberley Smith | Nowa Zelandia | 1:09:35  |
| Elizet Banda    | Zambia        | 1:19:07  |
| Fong Leng Chao  | Makau         | 1:31:47  |